# 희년
희년(禧年, 영어: jubilee, 히브리어: יובל, yobel)은 성경에 나오는 규정으로 안식년이 일곱 번 지난 50년마다 돌아오는 해. 이 해가 되면 유대인들은 유일신 야훼가 가나안 땅에서 나누어 준 자기 가족의 땅으로 돌아가고 땅은 쉬게 한다. 희년은 7월 10일 속죄일에 선포되었다. 유대인들은 분배받은 땅을 기업(基業, Inheritance)이라고 하여 영구히 팔지 못하도록 하였으며, 따라서 땅의 매매는 희년까지 한시적으로만 이루어졌고 희년 전이라도 매도자가 원할 경우 언제든지 매도자, 혹은 매도자의 친족이 희년까지 남은 기간에 따라 정당한 값을 치르고 땅 무르기가 허용되었다.
희년 선포의 전통은 가톨릭 교회에서 현재까지도 지켜지고 있다.

## 희년에 대한 성서적 근거 및 어원
본래 하느님은 이스라엘의 12지파 백성들에게 상속의 땅을 분배하셨다. 태어날때부터 먹고 살도록 하신 것. 그리고 안식년과 희년에는 빚을 탕감해주도록 명하시고 특히 희년에는 모든 자들이 자신의 땅으로 되돌아가도록 하심으로써 재물이 백성을 지배하지 않도록 하셨다. 생각해보라. 빚이 계속되면 어떻게 되겠는가? 그래서 성경에서는 동족간에 이자도 받지 말라고 하였다. 구약성서 안에 전승된 이스라엘 전승들은 대개 고대 근동 지방에서 통용되었던 다양한 관습법에 영향을 받았다. 그러나 희년은 신학적 성격에 있어서 고대 근동의 관습법들과는 전혀 다른 매우 특이한 성격을 띤 법이다. 즉 희년에 이루어지는 땅과 집 회복, 노예 해방, 채무 면제에 대한 요구는 고대 근동 세계의 수많은 사회개혁 시도 속에서도 찾아볼 수 있으나, 이러한 사회개혁 요구를 항상 주기적으로 제도화하려고 한 것은 오로지 희년제도뿐이었다. 우리말 '희년'이란 영어: jubilee'를 번역한 것이고, jubilee는 히브리어: יובל, yobel 요벨을 음역한 것이다. 요벨은 수양의 뿔을 의미한다. 이러한 명칭이 붙게 된 이유는 이 독특한 50번째 해가 되면 요벨 나팔을 불며 희년을 선포하였기 때문이다.

## 희년에 일어나는 일
희년이 되면 땅과 집이 원 주인에게 돌아가고 노예가 해방되며 부채가 면제되었다.

### 땅 회복과 자유 선포[1]
희년이 되면 전국 모든 거민에게 자유가 선포되고 각자 상속받은 땅으로 돌아가게 된다.
| “ | 안식년을 일곱 번 세어라. 칠 년이 일곱 번이면, 안식년이 일곱 번 지나, 사십구 년이 끝난다. 일곱째 달 열흘날은 속죄일이니, 너희는 뿔나팔을 크게 불어라. 나팔을 불어, 너희가 사는 온 땅에 울려 퍼지게 하여라. 너희는 오십 년이 시작되는 이 해를 거룩한 해로 정하고, 전국의 모든 거민에게 자유를 선포하여라. 이 해는 너희가 희년으로 누릴 해이다. 이 해는 너희가 유산, 곧 분배받은 땅으로 돌아가는 해이며, 저마다 가족에게로 돌아가는 해이다. | ” |
|   | — 레위기, 25:8-10 |   |

희년이 되기 전이라도 땅 무르기를 할 수 있다.
| “ | 네 친척 가운데 누가 가난하여, 그가 가진 유산으로 받은 땅의 얼마를 팔면, 가까운 친척이 그 판 것을 무를 수 있게 하여야 한다. 그것을 무를 친척이 없으면, 형편이 좋아져서 판 것을 되돌려 살 힘이 생길 때까지 기다려야 한다. 판 땅을 되돌려 살 때에는, 그 땅을 산 사람이 그 땅을 이용한 햇수를 계산하여 거기에 해당하는 값을 빼고, 그 나머지를 산 사람에게 치르면 된다. 그렇게 하고 나면, 땅을 판 그 사람이 자기가 유산으로 받은 그 땅을 다시 차지한다. 그러나 그가 그 땅을 되돌려 살 힘이 없을 때에는, 그 땅은 산 사람이 희년이 될 때까지 소유한다. 희년이 되면, 땅은 본래의 임자에게 되돌아간다. 땅을 판 사람은, 그 때에 가서야 유산 곧 분배받은 그 땅을 다시 차지할 수 있다. | ” |
|   | — 레위기, 25:25-28 |   |

만일 한 유대인이 가난해서 소유지를 팔아야 할 경우에 우선 '기업 무를 자'가 나서야 했다. 이는 가까운 친척 중 하나가 그 땅을 산 사람에게 땅을 살 때 치른 액수를 물어주고 그 땅을 다시 되찾아서 그것을 자신이 소유하는 것이 아니라, 원래의 소유자에게 돌려줌으로써 대가족이나 지파의 연대감을 증명해 보이는 것이었다. 만일 그러한 '기업 무를 자'가 없거나, 있다 해도 그 자신이 그것을 되돌려 살 만한 능력이 없을 경우에는 그 땅을 판 사람 자신이 나중에 그것에 필요한 액수를 조달할 능력이 되면 그 땅을 되돌려 살 수 있었다. 이 액수는 시간이 지나면서 점차로 낮아지게 된다. 왜냐하면 희년이 될 때까지 그 땅에서 수확할 수 있는 금액을 치르면 되기 때문이다. 되돌려 사는 것이 불가능한 경우라도 희년이 되면 무조건 자기 땅으로 회복되었다.

### 집 회복[2]
일반인의 집은 1년 안에 무르지 않으면 회복되지 않는다. 그러나 레위인의 집은 언제든지 회복된다.
| “ | 성곽 안에 있는 집을 팔았을 때에는, 한 해 안에는 언제든지 되돌려 살 수 있다. 집을 판 사람은 한 해 동안은 그것을 무를 수 있는 권리가 있다. 그러나 판 사람이 그것을 한 해 안에 되돌려 사지 못하면, 성곽 안에 있는 그 집은 아주 산 사람의 소유가 되어, 대대로 그 자손에게 넘어간다. 희년이 되어도, 본래의 집 임자에게 돌아가지 않는다. 그러나 성곽이 없는 마을에 지은 집은, 그것들을 토지와 같이 여겨, 판 사람이 언제든지 무를 수 있고, 되돌려 살 힘이 없을 때에는, 희년이 될 때까지 기다렸다가, 본래의 임자가 그것을 다시 차지한다. 그러나 레위 사람의 성읍, 곧 그들이 유산으로 받은 성읍 안에 있는 집은 그렇지 않다. 레위 사람은 성읍 안에 있는 집을 팔았어도, 언제든지 그것을 다시 무를 수 있다. 그가 무르지 않으면, 성읍 안에 있는 그 팔린 집은, 희년이 되면, 본래의 임자에게 되돌아간다. 레위 사람의 성읍 안에 있는 집은, 이스라엘 자손이 레위 사람의 유산으로 준 것이기 때문이다. 레위 사람의 성읍에 딸린 땅도 또한, 영원히 레위 사람의 유산이기 때문에 팔 수 없다. | ” |
|   | — 레위기, 25:29-34 |   |

### 노예 해방[3]
희년이 되면 모든 유대인 노예들은 해방된다.
| “ | 너의 곁에 사는 동족 가운데서, 누군가가 가난하게 되어서 너에게 종으로 팔려 왔어도, 너는 그를 종 부리듯 해서는 안 된다. 너는 그를, 품꾼이나 임시 거주자처럼, 너의 곁에서 살도록 하여야 한다. 너는 희년이 될 때까지만 그에게 일을 시키다가, 희년이 되면, 그가 자식들과 함께 너를 떠나, 자기 가족이 있는 조상에게서 받은 유산의 땅으로 돌아가도록 하여야 한다. | ” |
|   | — 레위기, 25:39-41 |   |

| “ | 너와 함께 사는, 나그네 신세 된 외국 사람이나 임시 거주자 가운데는 부자로 사는 사람이 있는데, 마침 그 이웃에 너의 동족이 살고 있다가 가난하게 되어서, 그 외국 사람에게나, 너와 같이 사는 임시 거주자에게나, 그 가족 가운데 누구에게, 종으로 팔렸다고 하자. 종으로 팔려 간 다음이라 하더라도, 그는 종으로 팔릴 때에 받은 값을 되돌려 주고 풀려 날 권리가 있다. 그의 친척 가운데 누군가가 값을 대신 치르고 그를 데려올 수 있으며, 삼촌이나 사촌이 그를 데리고 나올 수도 있고, 그의 가문에 속한 살붙이가 그를 데리고 나올 수도 있다. 그 사람이 넉넉하게 된 뒤에, 스스로 그 값을 치르고 나올 수도 있다. 그 경우에 그는, 종으로 팔렸던 그 해로부터 희년이 될 해까지의 햇수를 자기를 산 사람과 함께 계산하여, 그 햇수에 따라 돌려줄 값을 정하여야 한다. 그 가운데서 그가 주인을 섬기며 일한 기간은, 그가 이미 주인에게 일을 하여 준 기간이므로, 값의 일부를 치른 것으로 계산하여야 한다. 아직 희년까지 남은 햇수가 많으면, 남은 햇수 만큼 많이 내고 나와야 한다. 그는 종으로 팔릴 때에 받은 몸값에서, 그 집에서 일한 햇수의 품삯을 떼낸 나머지를 무르는 값으로 치르면 된다. 희년까지 남은 햇수가 얼마 되지 않으면, 그 햇수를 따져서 그만큼 적게 치르면 된다. 이 때에도 그는 일한 햇수와 남은 햇수를, 자기를 종으로 산 주인과 함께 계산하여, 무르는 값을 정하여야 한다. 주인은 그를 해마다 고용하는 것으로 하고, 그를 품꾼으로 대접하여야 한다. 어떤 주인이라도 그 종을 심하게 부려서는 안 된다. 위에서 말한 여러 방법 가운데 어느 하나로도 풀려 날 길이 없다 하더라도, 희년이 되면 그는 풀려 날 수 있다. 자기만이 아니라 자식들도 그와 함께 풀려 난다. | ” |
|   | — 레위기, 25:47-54 |   |

### 부채 면제
안식년에 빚을 면제해 주기 때문에 희년이 되면 역시 빚이 면제 된다.
| “ | 매 칠 년 끝에 그 해의 끝에 빚을 면제하여 주어라. 면제 규례는 이러하다. 누구든지 이웃에게 돈을 꾸어 준 사람은 그 빚을 면제하여 주어라. 주께서 면제를 선포하였기 때문에 이웃이나 친족에게 빚을 갚으라고 다그쳐서는 안 된다. 이방 사람에게 준 빚은 갚으라고 할 수 있으나, 너희의 친족에게 준 빚은 면제해 주어야 한다. | ” |
|   | — 신명기, 15:1-3 |   |

또한 유대인끼리는 이자 없이 대부해 주어야 한다.
| “ | 너의 동족 가운데, 아주 가난해서, 도저히 자기 힘만으로는 살아갈 수 없는 사람이 너의 곁에 살면, 너는 그를 돌보아 주어야 한다. 너는 그를, 나그네나 임시 거주자처럼, 너와 함께 살도록 하여야 한다. 그에게서는 이자를 받아도 안 되고, 어떤 이익을 남기려고 해서도 안 된다. 네가 하나님 두려운 줄을 안다면, 너의 동족을 너의 곁에 데리고 함께 살아야 한다. 너는 그런 사람에게, 이자를 받을 목적으로 돈을 꾸어 주거나, 이익을 볼 셈으로 먹을거리를 꾸어 주어서는 안된다. | ” |
|   | — 레위기, 25:35-37 |   |

## 예수와 희년
| “ | 주님의 성령이 나에게 내리셨다. 주께서 나에게 기름을 부으시어 가난한 이들에게 복음을 전하게 하셨다. 주께서 나를 보내시어 묶인 사람들에게는 해방을 알려주고 눈먼 사람들은 보게 하고, 억눌린 사람들에게는 자유를 주며 주님의 은총의 해를 선포하게 하셨다." 예수께서는 "이 성서의 말씀이 오늘 너희가 들은 이 자리에서 이루어졌다." 하고 말씀하셨다. | ” |
|   | — 누가 복음서, 4:18-19, 21 |   |

누가 복음서 4장 18,19절은 예수가 공생애의 시작을 알리는 구절로 예수를 이해하는 데 있어서 매우 중요한 부분인 동시에 예수와 구약성서의 깊은 관계를 보여주는 구절이기도 하다. 본 구절은 이사야서의 내용을 인용한 것이다.
| “ | 주 야훼의 영을 내려주시며 야훼께서 나에게 기름을 부어주시고 나를 보내시며 이르셨다. "억눌린 자들에게 복음을 전하여라. 찢긴 마음을 싸매 주고, 포로들에게 해방을 알려라. 옥에 갇힌 자들에게 자유를 선포하여라. 야훼께서 우리를 반겨주실 해, 우리 하느님께서 원수갚으실 날이 이르렀다고 선포하여라. 슬퍼하는 모든 사람을 위로하여라. | ” |
|   | — 이사야, 61:1-2 |   |

신약성서 누가 복음서 말씀은 예수가 안식일에 유대인들이 늘 하던 대로 회당에서 말씀을 읽을 차례가 되자 맨 처음 펴서 읽은 성서이야기로 자신이 이 땅에 온 목적이 무엇인가를 단적으로 보여주는데다가, 특히 예수는 21절에서 "이 성경 말씀은 너희가 듣는 가운데서 오늘 이루어졌다"고 선언하였기 때문에 그 의미가 남다르다고 하겠다. 예수가 낭독한 원전에 보다 가까운 구약 이사야서를 살펴보면, 우선 야훼의 영이 예수에게 내린 목적이 가난한 자에게 아름다운 소식을 전하게 하는 것임을 분명히 하고 있다. 여기서 가난한 자에게 전해지는 아름다운 소식은 구약 이사야서에 같거나 유사한 표현들이 몇 군데 나오는데 '아름다운 소식'(이사야 40장 9절, 10절), '좋은 소식'(이사야 52장 7절) 등으로 표현되며 그 소식의 핵심 내용은 40장의 경우 '야훼가 장차 강한 자로 임함으로써 친히 그 팔로 다스릴 것'이라는 내용이고 52장의 경우 '야훼가 통치한다'는 내용으로 '야훼가 통치하는 나라'로 요약될 수 있다.
예수도 '회개하여라. 하늘 나라, 즉 야훼의 나라가 가까이 왔다.'(마태복음서 4장 17절)는 외침을 바탕으로 사역을 시작하였으며 공생애 대부분 동안 '하나님 나라' 즉, 야훼의 나라를 역설했다. 이사야 61장 1절에서 두 번째로 주목해야 할 표현이 나오는데 바로 '포로에게 자유를 선포하고, 갇힌 사람에게 석방을 선언하고'라는 표현이다. 이때 자유는 히브리어로 '드로르'라는 표현인데, 바로 구약의 안식일 관련 규정 중 포로를 해방하는 내용으로써 희년의 자유 선포, 즉 희년의 나팔이 울리면 종살이에서 해방되어 자기 땅과 가족에게로 복귀하라는 선언을 의미한다. 특히 에제키엘 46장 16~18절에서는 회복된 나라의 이상으로 '희년의 선포'를 분명히 하고 있으며 이는 앞의 '야훼의 나라'에 대한 아름다운 소식과도 긴밀하게 연결된다.

## 희년 주기에 대해(49년설과 50년설)
희년 주기에 대한 견해는 두 가지가 있는데, 7번의 안식년 다음 해를 희년으로 보는 견해와 7번째 안식년을 대안식년(super-sabbath), 즉 희년으로 보는 견해, 두 가지다.

### 50년 주기설
| “ | 너희는 오십 년이 시작되는 이 해를 거룩한 해로 정하고, 전국의 모든 거민에게 자유를 선포하여라. 이 해는 너희가 희년으로 누릴 해이다. 이 해는 너희가 유산, 곧 분배받은 땅으로 돌아가는 해이며, 저마다 가족에게로 돌아가는 해이다. 오십 년이 시작되는 해는, 너희가 희년으로 지켜야 하는 해이다. 희년에는 씨를 뿌리지 말고, 저절로 자란 것을 거두어서도 안 되며, 너희가 가꾸지 않은 포도나무에서 저절로 열린 포도도 따서는 안 된다. | ” |
|   | — 레위기, 25장 10~11절 |   |

는 구절을 근간으로 한다. Lesetre, Paton, Delitschz, Strack 등의 학자들이 지지하며 전통적으로 지지받는 견해이다.

### 49년 주기설
| “ | 안식년을 일곱 번 세어라. 칠 년이 일곱 번이면, 안식년이 일곱 번 지나, 사십구 년이 끝난다. 일곱째 달 열흘날은 속죄일이니, 너희는 뿔나팔을 크게 불어라. 나팔을 불어, 너희가 사는 온 땅에 울려 퍼지게 하여라. | ” |
|   | — 레위기, 25:8~9절 |   |

에 바탕을 두고 있다. 부차적으로 2년 연속되는 땅 휴경이 가져오게 될 사회 경제적인 어려움을 고려하는 Wetzstein, Kugler, North 등의 학자들의 견해 때문에 생기게 되었다. 참고로 희년의 선포일은 희년을 맞이하는 해의 일곱 번째 달의 열 번째 되는 날(대속죄일)로, 이 날 양각나팔이 울려 퍼지면, 기업(Inheritance)이 원주인에게 회복되고 이스라엘 모든 백성에게 자유가 선포된다.

## 희년 절기(음력 7월 10일)
| “ | 안식년을 일곱 번 세어라. 칠 년이 일곱 번이면, 안식년이 일곱 번 지나, 사십구 년이 끝난다. 일곱째 달 열흘날은 속죄일이니, 너희는 뿔나팔을 크게 불어라. 나팔을 불어, 너희가 사는 온 땅에 울려 퍼지게 하여라. 너희는 오십 년이 시작되는 이 해를 거룩한 해로 정하고, 전국의 모든 거민에게 자유를 선포하여라. 이 해는 너희가 희년으로 누릴 해이다. 이 해는 너희가 유산, 곧 분배받은 땅으로 돌아가는 해이며, 저마다 가족에게로 돌아가는 해이다. | ” |
|   | — 레위기, 25:8-10 |   |

| “ | 너는 이스라엘 자손에게 다음과 같이 일러라. 일곱째 달의 보름날부터 이레 동안은 주께 예배하는 초막절이다. 초막절 첫날에는 거룩한 모임을 열고 생업을 돕는 일은 아무것도 해서는 안 된다. | ” |
|   | — 레위기, 23:34-35 |   |

이스라엘의 월력은 한국의 음력과 비슷하다. 이스라엘은 한국보다 1달 빠르다. 7월 10일에 뿔나팔을 크게 불며 희년을 선포하게 된다. 이어서 7월 15일부터 초막절이 시작된다. 구약성경의 7월 10일은 한국 음력 8월 10일이 된다. 즉 한국의 명절 추석(음력 8월 15일)이 시작되기 5일 전에 희년 나팔을 분 것이다. 1988년 9월 서울올림픽대회에 참가하였던 이스라엘 선수들은 대회 기간 중에 있었던 우리 민속 명절 추석 행사를 보고 깜짝 놀랐다. 왜냐하면 그들의 초막절과 한국의 민속 명절 추석이 같은 날에 시작되기 때문이다.

## 같이 보기
- 예수
- 안식일
- 안식년
- 토지공개념
- 지공주의
- 로마 가톨릭교회의 희년

## 참고 문헌
- 복음과상황 2017년 6월호에서 '희년을 실천하는 교회'를 주제로 이성영, 최종원, 이영재, 장승익, 이파람의 글 또는 인터뷰가 실렸다. 희년사상을 장학기금 및 기본소득으로 적용한 사례가 소개됐다.
- 대천덕 (2007). 《《신학과 사회에 대한 성경의 가르침》》. CUP.
- 김병하 (2005). 《《희년 사상의 영성화》》. 대한기독교서회.
- 대천덕 (2003).  전강수 역, 편집. 《《대천덕 신부가 말하는 토지와 경제정의》》. 홍성사.
- 전강수/한동근 공저 (2000). 《《토지를 중심으로 본 성경적 경제학》》. CUP.
- 헨리 조지 (1997).  김윤상 역, 편집. 《《진보와 빈곤》》. 비봉출판사.
- Frederick Verinder (1996).  이풍역, 편집. 《《하나님의 토지법(내 이웃의 지계표)》》. CUP.
- 대천덕 (1993). 《《토지와 자유》》. 무실.